# Bathybadistes venusta
Bathybadistes venusta är en kräftdjursart som beskrevs av Yakov Avadievich Birstein 1971. Bathybadistes venusta ingår i släktet Bathybadistes och familjen Munnopsidae. Inga underarter finns listade i Catalogue of Life.